# Contea di Armstrong (Texas)
La contea di Armstrong (in inglese Armstrong County) è una contea dello Stato del Texas, negli Stati Uniti. La popolazione al censimento del 2010 era di 1 901 abitanti. Il capoluogo di contea è Claude. La contea è stata costituita nel 1876, e organizzata nel 1890. Il suo nome deriva da una delle numerose famiglie di pionieri del Texas di nome Armstrong.
Tom Blasingame, il più vecchio cowboy nella storia degli Stati Uniti d'America occidentali, viveva nella contea di Armstrong, e lavorò per 73 anni come allevatore, per lo più nel JA Ranch. Laura Vernon Hamner, storiografa, ha intervistato molti "veterani" della contea di Armstrong durante l'ultimo decennio del XIX secolo e il primo decennio del XX secolo, utilizzati per la preparazione dei suoi scritti riguardanti la Texas Panhandle.

## Geografia fisica

### Territorio
Secondo l'Ufficio del censimento degli Stati Uniti d'America, la contea ha un'area totale di 914 miglia quadrate (2.370 km²), di cui 909 miglia quadrate (2.350 km²) sono terra ferma, mentre 4.7 miglia quadrate (12 km², ovvero lo 0,5% dell'intero territorio) sono costituite dall'acqua.

#### Contee adiacenti
- Carson County (nord)
- Gray County (nord-est)
- Donley County (est)
- Briscoe County (sud)
- Swisher County (sud-ovest)
- Randall County (ovest)
- Potter County (nord-ovest)

## Storia

Memoriale del JA Ranch

### Nativi americani
Le prime tracce riguardanti la presenza di Paleoamericani risalgono al 10.000 a.C. Nella zona cominciarono ad insediarsi gli Apache, prima della dominazione dei Comanche, che durò fino al 1700. Essi furono poi sconfitti dall'Esercito degli Stati Uniti d'America durante la Red River War, nel 1874. Le tribù che si stanziarono successivamente nel luogo furono i Kiowa e i Cheyenne.

### Stabilità e crescita
La contea di Armstrong è stata costituita dalla contea di Bexar nel 1876 e organizzata nel 1890; fu in quell'anno che Claude divenne il capoluogo della contea. Charles Goodnight e John George Adair istituirono un ranch nella contea. Nel 1876 Goodnight portò una mandria di 1.600 bestiame nel Palo Duro Canyon. Il JA Ranch comprendeva oltre un milione di acri (4.000 km²), e comprendeva, oltre alla contea di Armstrong, altre cinque contee adiacenti.
Nel 1887 il JA Ranch venne diviso, e lasciò il posto a un capolinea della Fort Worth and Denver Railway. La prima città fu Goodnight.
L'anno successivo, le linee ferroviarie resero Washburn una ricca città. Nello stesso anno, Armstrong City venne rinominata Claude, in onore dell'ingegnere della ferrovia Claude Ayers.
Nel 1890 le due città entrarono in competizione per diventare il nuovo capoluogo della contea; alla fine prevalse Claude. Molte scene della pellicola del 1963 diretta da Paul Newman, Hud il selvaggio, furono girate a Goodnight e a Claude.
A partire dall'inizio del XX secolo cominciò ad essere presente nell'economia della contea anche l'agricoltura di cotone e di grano, che comunque non ha mai superato l'allevamento, l'attività economica principale. A causa della Grande depressione essa subì un grave danno; per il recupero ci vollero infatti diversi anni. Nel 2005 il ranch occupava circa il 68% dell'intera contea.

## Società

### Evoluzione demografica
| Anno       | Popolazione | ±%       |
| ---------- | ----------- | -------- |
| 1880       | 31          | Note:    |
| 1890       | 944         | 2,945.2% |
| 1900       | 1,205       | 27.6%    |
| 1910       | 2,682       | 122.6%   |
| 1920       | 2,816       | 5.0%     |
| 1930       | 3,329       | 18.2%    |
| 1940       | 2,495       | −25.1%   |
| 1950       | 2,215       | −11.2%   |
| 1960       | 1,966       | −11.2%   |
| 1970       | 1,895       | −3.6%    |
| 1980       | 1,994       | 5.2%     |
| 1990       | 2,021       | 1.4%     |
| 2000       | 2,148       | 6.3%     |
| 2010       | 1,901       | −11.5%   |
| Stima 2015 | 1,947       | 2.4%     |

#### Censimento del 2000
Secondo il censimento del 2000, c'erano 2,148 persone, 802 nuclei familiari e 612 famiglie residenti nella contea. La densità di popolazione era di 2 persone per miglio quadrato (1/km²). C'erano 920 unità abitative a una densità media di 1 per miglio quadrato (0/km²). La composizione etnica della città era formata dal 95.44% di bianchi, lo 0.28% di neri o afroamericani, lo 0.65% di nativi americani, il 2.79% di altre razze, e lo 0.84% di due o più etnie. Ispanici o latinos di qualunque razza erano il 5.40% della popolazione.
C'erano 802 nuclei familiari di cui il 33.90% aveva figli di età inferiore ai 18 anni, il 67.20% erano coppie sposate conviventi, il 6.10% aveva un capofamiglia femmina senza marito, e il 23.60% erano non-famiglie. Il 21.40% di tutti i nuclei familiari erano individuali e il 12.00% aveva componenti con un'età di 65 anni o più che vivevano da soli. Il numero di componenti medio di un nucleo familiare era di 2.58 e quello di una famiglia era di 2.99.
La popolazione era composta dal 26.00% di persone sotto i 18 anni, il 6.10% di persone dai 18 ai 24 anni, il 24.80% di persone dai 25 ai 44 anni, il 23.80% di persone dai 45 ai 64 anni, e il 19.20% di persone di 65 anni o più. L'età media era di 41 anni. Per ogni 100 femmine c'erano 93.20 maschi. Per ogni 100 femmine dai 18 anni in su, c'erano 90.30 maschi.
Il reddito medio di un nucleo familiare era di 38,194 dollari, e quello di una famiglia era di 43,894 dollari. I maschi avevano un reddito medio di 30,114 dollari contro i 21,786 dollari delle femmine. Il reddito pro capite era di 17,151 dollari. Circa il 7.90% delle famiglie e il 10.60% della popolazione erano sotto la soglia di povertà, incluso il 15.80% di persone sotto i 18 anni e il 11.60% di persone di 65 anni o più.

## Cultura

### Istruzione
La Claude Independent School District serve la maggior parte della contea. Una piccola parte degli studenti frequenta uno degli altri tre distretti scolastici circostanti, il Clarendon Consolidated Independent School District, il Groom Independent School District, e il Happy Independent School District.

Piramide dell'età della contea di Armstrong

### Media
Il Leader Times è l'unico quotidiano della contea di Armstrong. Forniscono notizie locali, sport e informazione pubblicitaria sei giorni alla settimana.

## Geografia antropica

### Città
- Claude (capoluogo)

### Comunità non incorporate
- Goodnight
- Washburn
- Wayside

## Infrastrutture e trasporti

### Strade principali
- U.S. Highway 287
- State Highway 207